# Nekla (gmina)
Nekla est une gmina mixte du powiat de Września, Grande-Pologne, dans le centre-ouest de la Pologne. Son siège est la ville de Nekla, qui se situe environ 12 km à l'ouest de Września et 35 km à l'est de la capitale régionale Poznań.
La gmina couvre une superficie de 96,24 km2 pour une population de 6 623 habitants en 2006.

## Géographie

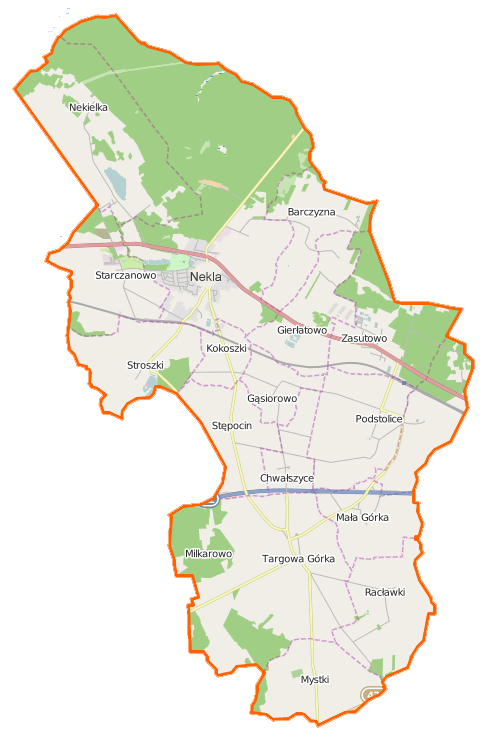
Plan de la gmina.

Outre la ville de Nekla, la gmina inclut les villages et les localités de :
- Barczyzna
- Chwałszyce
- Gąsiorowo
- Gierłatowo
- Kokoszki
- Mała Górka
- Nekielka
- Opatówko
- Podstolice
- Racławki
- Starczanowo
- Stępocin
- Stroszki
- Targowa Górka
- Zasutowo

### Gminy voisines
La gmina de Nekla est bordée des gminy de :
- Czerniejewo
- Dominowo
- Kostrzyn
- Pobiedziska
- Września

## Structure du terrain
D'après les données de 2002 la superficie de la commune de Nekla est de 96,24 km2, répartis comme tel :
- terres agricoles : 64 %
- forêts : 31 %

La commune représente 13,67 % de la superficie du powiat.

## Démographie
Données du 30 juin 2004 :
| Description        | Total  | Total | Femmes | Femmes | Hommes | Hommes |
| ------------------ | ------ | ----- | ------ | ------ | ------ | ------ |
| Unité              | Nombre | %     | Nombre | %      | Nombre | %      |
| population         | 6 598  | 100   | 3 314  | 50,2   | 3 284  | 49,8   |
| Densité (hab./km2) | 68,6   | 68,6  | 34,4   | 34,4   | 34,1   | 34,1   |